# フルキャストアドバンス
株式会社フルキャストアドバンス（英文表記：FULLCAST ADVANCE Co.,Ltd ）は、東京都品川区西五反田に本社を持つ労働者派遣会社であると同時に業務請負・警備会社。フルキャストホールディングスの完全子会社。

## 概要
従前は、フルキャストグループの中で、警備事業本部が担当する「警備部門」とクラウド事業本部(イベント事業)（旧・イベントラボ事業部）が手がける「施工・イベント業務請負部門」を担当する企業であり、業務請負会社であって、労働者派遣会社ではなかった。そのため、業務請負のみを手がけるイベントラボ事業部での業務内容は、派遣かそうでないかの違いを除けば、登録者の勤務内容自体はフルキャストの軽作業分野（いわゆる、引越・事務所移転・物流補助等のブルーカラー系業務）と一部重複する部分がある。
2009年（平成21年）10月に、ニッソーと合併し、イベントコンパニオン・受付・事務関連の派遣・業務請負が新たに業務部門として加わった。

## 沿革
- 1971年（昭和46年）7月16日 設立。
- 2006年（平成18年）
  - 5月　フルキャスト（現・フルキャストホールディングス）の連結子会社化。
  - 10月1日　日本相互警備保障株式会社から、株式会社フルキャストアドバンスに改称。
- 2009年（平成21年）
  - 7月25日 本社を港区高輪の品川ビルから渋谷区のフルキャストホールディングス入居ビル（渋谷プロパティー東急ビル）内に移転。同居していたイベントラボ東京支店は、同区桜丘町に所在するフルキャストBLD.（フルキャスト渋谷支店が入居）内に移転。
  - 10月1日　ニッソーを吸収合併し、同社の事業を継承する部門であるクラッシーサービス事業部が発足。
- 2010年（平成22年）
  - 6月28日　本社を渋谷プロパティー東急ビルより品川区西五反田のポーラ第3五反田ビルへ移転。警備事業本部東京支社およびイベントラボ事業部・クラッシーサービス事業部の両東京支店も同ビルに移転。
  - 10月1日　イベントラボ事業部とクラッシーサービス事業部を統合し、クラウド事業本部を発足。旧事業部の管轄は、クラウド事業本部の下に、それぞれ、「EL」と「CS」に分けられている。
  - 12月22日　登記上・定款上の本店を、本社と同一地に変更。